# ウッチャンナンチャンのオールナイトニッポン
『ウッチャンナンチャンのオールナイトニッポン』はニッポン放送の人気深夜放送オールナイトニッポンの金曜日でウッチャンナンチャン（内村光良・南原清隆）がパーソナリティを担当したラジオ番組。1989年4月14日-1995年4月7日に放送された。

## 放送時間
- 金曜1部　25:00-27:00（ニッポン放送をキーステーションにNRN系全国ネット）

## 概要
- 聴取率調査時は、同時間帯1位を獲得する人気番組だった。
- クレジット（スポンサー名）を読み上げるのは内村の担当だった。
- 開催した番組イベントには毎回、ラジオ番組とは思えない人数が集まり週刊誌やテレビで話題になった。定期的にアイドルグループをデビューさせたり、曲を作ってイベントを行ったりもした。
- 1994年4月に「ウンナン世界征服宣言」で内村がよみうりランドでロケをした時は、南原一人担当となり『南原清隆のオールナイトニッポン』として放送した。
- 番組内のコーナーを基にした数多くの番組本が出版された。発売日には、出版元である扶桑社の広報担当者が番組に宣伝に来ることがあり（扶桑社のことを）“パクリ社”とよく番組内でからかわれていた。
- 2人がスケジュール上生放送が不可能な場合、仕事とかこつけてスタッフ数名がその現場に飛び、番組の録音を行うことがあった。
- 番組内のフリートークは南原がプロレス、内村が映画に関してが大半だった。そのため、このままではいけないと何度かお互いに禁止令を出してみたが、全くトークが進まなくなったことがあった。
- ハガキ職人を多数輩出（2人の口グセや合いの手などを揚げ足とりに使うネタなど）。映画『七人のおたく』が賞を受賞した際の授賞式には、観覧募集に当選したハガキ職人が正装で出席したことも。
- 番組の終了が決まった時にはリスナーに電話してなんでも答えるコーナーを作った。そのとき内村に女子リスナーが「やおい知ってます?」と聞くと「はい」と答えていた。
- 内村が『月刊カドカワ』で連載していた「アキオが走る」をラジオドラマでやったことがある。キャストはリスナーから募集。声優の増山江威子も出演し、2人はとても感激していた。
- 内村が原田知世に社交辞令的に「今度、遊びに来てください。」といったところ、間もなく本当に遊びに来たので二人とも喜んでいた。

## レギュラー時主なコーナー
タコイカじゃんけん
ウンナンがタコチーム、イカチームにわかれハガキのネタで対決。内村がイカチーム、南原がタコチームであり、全7番勝負で必ず3対3で最終勝負を迎えるお約束。5勝した方が翌週1人で番組を放送、敗者は外回りで生中継をさせられるルールだった。「このぉ、タコ野郎！」「う～ん、イカ！」など女性の声のナレーションが判定の際の決め台詞であった。毎年12月になると、山下達郎のお題がタコチームには科せられていた。
脳みそパニック・究極の選択
前番組である『鴻上尚史のオールナイトニッポン』からの継続コーナー。
もれぴちコーナー
高校の体育の時間に女子高生がはいていたブルマーからこぼれたハンケツの話から生まれたコーナー。リスナーからの葉書に書かれた学生時代のエッチな話などを読み上げるコーナー。
男の欲望・女の欲望
男・出川哲朗!
2000年代以降は知名度も上がり、人気芸人となった出川哲朗ではあるが、この番組の放送当時はまだ無名であり、ウンナンのトークなどを基に、出川っぽい行動などを紹介するコーナー。
火の国の女
ウンナンが『鴻上尚史のオールナイトニッポン』最終回にゲストとして出演した際に、南原が「ウッチャンが地元・熊本に残してきた彼女と別れるときにひどい仕打ちをした」という嘘（というよりネタふり）をしゃべったところから話が盛り上がってしまったために作られたコーナー。一応「ウッチャンの当時の彼女を探す」ことが目的だったが、実際はリスナーがウッチャンの彼女になりきっていろいろなネタを披露するコーナーとなっていた。
夢破れし者
男の美学・破滅型芸人への道
ベタネタ
田舎のねずみ・都会のねずみ
ニッポン放送のみが特番放送などで地方のみのオンエアだったとき、2人が都会の悪口などを口走っていたのが基で作られたコーナー。地方の常識・都会の常識を募集。
子供なりの結論
リスナーが幼少期に抱いた、子供ならではの思い込み・勘違いのエピソードを暴露するコーナー（例・東名高速→透明高速、テロリストをテロという楽器を演奏している人、勃起をエッチなことを考えた時の戒め、台風一過を暴れん坊ばかりの家族の台風一家である等）。好評だった為、後にコーナーに寄せられたエピソードを集めたものが同名タイトルでニッポン放送出版より単行本化された。
わかりやすい奴を見た。
アメリカンジョーク
南原の雑談から派生した短期のコーナー。タイトル通り、リスナーより送られて来たベタでお約束なアメリカンジョークを読む。
サザンのコーナー
エンディングに二人が好きなサザンオールスターズの曲を週替わりでかけ、熱唱するだけのコーナー。同様に松山千春の曲を熱唱するだけの「ちーさまのコーナー」もあった。

## フィラー
- すてきな16才（ニール・セダカ）
- 悲しき街角 RUNAWAY（デル・シャノン）

他

## 番組イベント
- 『裏カセット配布第一弾』　1989年5月6日　中野織田学園 - 放送出来ないような業界の裏話などを収録したカセットをウンナン自ら配布した。約6,000本を用意していたが約8,000人が集まり、隣の東中野駅まで行列が出来るほどだった[1]。この盛況ぶりから、年内に下述の第二弾が行われた。
- 『裏カセット配布第二弾』　1989年6月17日　渋谷宮下公園 - ウンナンのアマチュア時代の漫才[2]が収録されている。また建前上、A面が「ウッチャンのオールナイトニッポン」、B面が「ナンチャンのオールナイトニッポン」と分かれている（実際は両面とも二人が出演している）。
- 『タコイカジャンケン決勝大会』　1989年7月26日　大磯ロングビーチ
- 『裏カセット配布ファイナル』(ウッチャンナンチャンデビュー曲発表) 1989年8月17日　代々木公園野外音楽堂　イベント参加者にはラジカセを持参するように案内があり、イベント中に持参したラジカセを指定された周波数に合わせるアナウンスが出された。周波数に合わせると会場内の音声が放送され、配布された裏カセットにイベントの一部を録音することで裏カセットが完成するというイベントだった。
- 『マセキ里穂デビューコンサート・イン・野音』1991年10月6日　日比谷野外音楽堂
- 『南原清隆 生誕28周年記念祭and長女隊コンサート』　1993年2月13日　日本武道館 - この日、一日限定でマセキ里穂も復活した。

## 期間限定アイドル
- マセキ里穂（表向きはマセキ芸能社40周年記念企画）
  - 3,000人の応募者から選ばれた『マセキ』（桜井悦子）と『里穂』（田中亜希）の2人で結成。
  - ユニット名は、ウッチャンナンチャンが所属している事務所「マセキ芸能社」の『マセキ』と、当時、CMや映画『東京上空いらっしゃいませ』で人気を博していた女優・『牧瀬里穂』の名字『マキセ』と響きが似ていることから。また、その人気にもあやかりたい、と決定した。
  - CDシングル『世界で一番素敵な奇跡　c/w 不思議なシーズン』（ポニーキャニオン）　1991年10月2日発売。本家・牧瀬里穂のCDデビューより一週間早いデビューだった。作詞はウッチャンナンチャン、作曲はBAKU　歌詞には牧瀬里穂出演の映画・CDシングルのタイトルなどが多く散りばめられている。
    - ♪恋のストーリー いつでも突然 →「ラブストーリーは突然に」
    - ♪恋の始まり イツデモ雨降り   →「はじまりはいつも雨」
    - ♪最後に純情勝つわ            →「幕末純情伝」

  - コンサートでの掛け声は『マセキー!』『りっほー!』。番組内で掛け声をかけるタイミングまで決定した。
  - 1991年10月にオリコンチャートで12位を記録。発売前、番組でウッチャンがマセキに「20位以内に入ったらオッパイをもませろ」と発奮させる為に約束を取り付けた。結果は上記の通り12位だったため、番組でウッチャンが約束を果たすよう迫ったところでCMに入った。CM開け、ウッチャンが「CM中にオッパイもませてもらいました」と悦に入った発言をしたが、マセキが「嘘ですよ!」と必死に反論していた（未だ、その真相は定かではない）。
  - ディレクターの安岡喜郎は『解散後は一切芸能活動をしないで欲しい』と二人に申し入れていた。二人はそれが『マセキ里穂』として活動する条件であり、断れば自分は降板されて他の女の子が次点繰上げで採用されると思い、その申し入れを承諾した。『今思えば残酷なことをしたなとも思う』と語っている[1]。その約束に法的な効力は無いのだが、『マセキ里穂』解散後、個別に大手芸能事務所から声が掛かったにもかかわらず、律儀に約束を守り、誘いを断ったという。

- 長女隊（表向きはマセキ芸能41周年記念企画）
  - ディレクターの安岡曰く『マセキ里穂の解散後、ウンナンの二人が寂しくなって『また同じようなことをやろう』と持ちかけてきて行なった企画』とのことである[1]。
  - 5,000人の応募者から選ばれた『ウッチン』『ナカチン』『サッチン』の3人で結成。応募条件は「長女」であること。
  - CDシングル『妹のように』　1992年12月6日発売、作詞:及川眠子　作曲:平松愛理
  - 『マセキ里穂』ほど注目を得られずCDセールスも芳しくなかった。
  - 後にメンバーが『ASAYAN』で行われた「つんくプロデュース芸能人新ユニットオーディション」に応募している[3]。

- 笹にしき
  - 日本が戦後初めて体験した米不足のころに企画したお米アイドル。
  - CDは城南電機だけで発売。
- 外米シスターズ

マセキ里穂も長女隊も2007年2月に通信カラオケDAMにて楽曲が配信された。

## 南原清隆のオールナイトニッポン
『南原清隆のオールナイトニッポン』（なんばらきよたかのオールナイトニッポン）はウッチャンナンチャンのオールナイトニッポンの時間帯に1994年4月に放送されたラジオ番組で、ウッチャンナンチャンの南原清隆がパーソナリティを担当した。理由は相方の内村光良が『ウンナン世界征服宣言』のためによみうりランドでロケをしていたためであった。
また、2002年2月18日に特番「南原清隆のオールナイトニッポンSUPER!DX」を行っている。

## 内村光良のオールナイトニッポン
『内村光良のオールナイトニッポン』（うちむらてるよしのオールナイトニッポン）ウッチャンナンチャンの内村光良がパーソナリティを担当した番組。
最初の担当は、2019年5月7日に、火曜一部（星野源）の枠を担当した。その後、2021年9月17日には、金曜一部、すなわち、ウッチャンナンチャンのオールナイトニッポンおよび2021年4月改編から放送している霜降り明星のオールナイトニッポンの時間帯で放送を行った。なお、内村がこの枠を担当するのは実に26年半ぶりであった。

## ちょうなんずのオールナイトニッポン
『ちょうなんずのオールナイトニッポン』はウッチャンナンチャンのオールナイトニッポンの時間帯に1992年8月に放送されたラジオ番組である。

## 番組スタッフ
- 安岡喜郎（ディレクター。後にプロデューサー）
- 勅使川原昭（ディレクター）
- 藤井青銅（構成作家）
- 笹沼大（構成作家）

## 番組本
発行元はすべてニッポン放送出版。
- 究極の選択～ウッチャンナンチャンの断崖絶壁からの逆襲（1989年7月）
- 「UN」と言える日本（1990年7月）
- 子供なりの結論（1990年12月）
- 世界で一番「UN」のいい奴ら（1991年11月）
- あ・UNの呼吸（1993年8月）[4]
- 田舎のねずみ都会のねずみクイズ（1994年1月）
- 学校で本当にあったバカな話（1994年7月）

## その後の復活特別番組放送
2008年2月24日、『オールナイトニッポン40時間スペシャル』内で、13年ぶりに番組が復活となった。過去の放送や出来事を振り返ったほか、人気コーナー「タコイカじゃんけん」も復活した。事前収録。
2023年2月18日、『オールナイトニッポン55周年記念 オールナイトニッポン55時間スペシャル』内で、15年ぶりに再び復活した。下記の通り、コーナー自体の復活はせず、ウンナン2人によるフリートーク、ゲストにウンナンの同期で同事務所所属の出川哲朗と同事務所所属の後輩であるバカリズムを招き、トークのみで2時間盛り上げた。事前収録、イマジンスタジオにて録音が行われた。

### 復活特別番組放送で検討された新コーナー
2008年2月24日のオールナイトニッポン40周年スペシャル内の復活特番で、すでに内村が「いつやるかわかりませんが新コーナーを募集します」と募集告知を行っており、再び復活特番が検討されているものと思われた。しかし45・50周年時にウンナンの復活は実現せず、リスナーから実際にネタ投稿が行われていたのかも不明のままとなっていたが、2023年2月18日のオールナイトニッポン55周年スペシャル内の復活特番でオープニングトークにて15年ぶりにコーナーにウンナン2人がコメントしたものの、トークが盛り上がりすぎ、ゲストにウンナン同期の出川哲朗が来たことも相まって再び実現しなかった。
- ロハスな奴ら
- チームマイナス6%への道
- 内村ちょい悪オヤジ関係学
- ネットカフェナンチャンコーナー
- ネタノート
- 大人なりの結論

## ネット局について
- 1991年5月3日（5月4日未明）放送回では北海道のSTVラジオが32時間マラソン特番『日高晤郎芸能生活30周年記念・32時間生放送「めぐり逢い・春夏秋冬」』枠内の「日高晤郎のオールナイト北海道」(放送は5:00まで STVラジオ・第1スタジオから生放送)の為休止した。